# Werksbahn Nakalé–Thio
| SACM-Lokomotive Nr. 6 Nakalé in Thio                |                         |                        |                        |
| Nakalé–Thio                                         |                         |                        |                        |
| Streckenlänge:                                      | Mehr als 15 km          |                        |                        |
| Spurweite:                                          | 760 mm (Bosnische Spur) |                        |                        |
|                                                     |                         |                        |                        |
| \| \| \| Nakalé (heute: Nakaré) \| \| \| \| Thio \| |                         |                        |                        |
| Kopfbahnhof Streckenanfang (Strecke außer Betrieb)  |                         | Nakalé (heute: Nakaré) | Nakalé (heute: Nakaré) |
| Kopfbahnhof Streckenende (Strecke außer Betrieb)    |                         | Thio                   | Thio                   |

Die Werksbahn Nakalé–Thio war eine Schmalspurbahn für den Nickel-Erz-Transport von Nakalé (heute: Nakaré) nach Thio in Neukaledonien.

## Geschichte
Die Société Le Nickel (SLN) baute 1890 eine mehr als 15 km lange mit Dampflokomotiven betriebene Schmalspurbahn mit der Spurweite von 760 mm.  Die Strecke begann an dem berühmten hölzernen Verladetrichter bei Nakalé, an dem das in den Bergwerken abgebaute Nickel-Erz von den Seilbahnen für den Weitertransport in die Schmalspurbahn verladen wurde. Sie führte entlang des Flusses La Thio nach Nordosten bis Thio, wo das Erz für den Export in Schiffe verladen wurde.
Die 760-mm-Bahn wurde mit Dampflokomotiven der Elsässischen Maschinenbau-Gesellschaft Grafenstaden (SACM) betrieben.

## Einzelnachweise

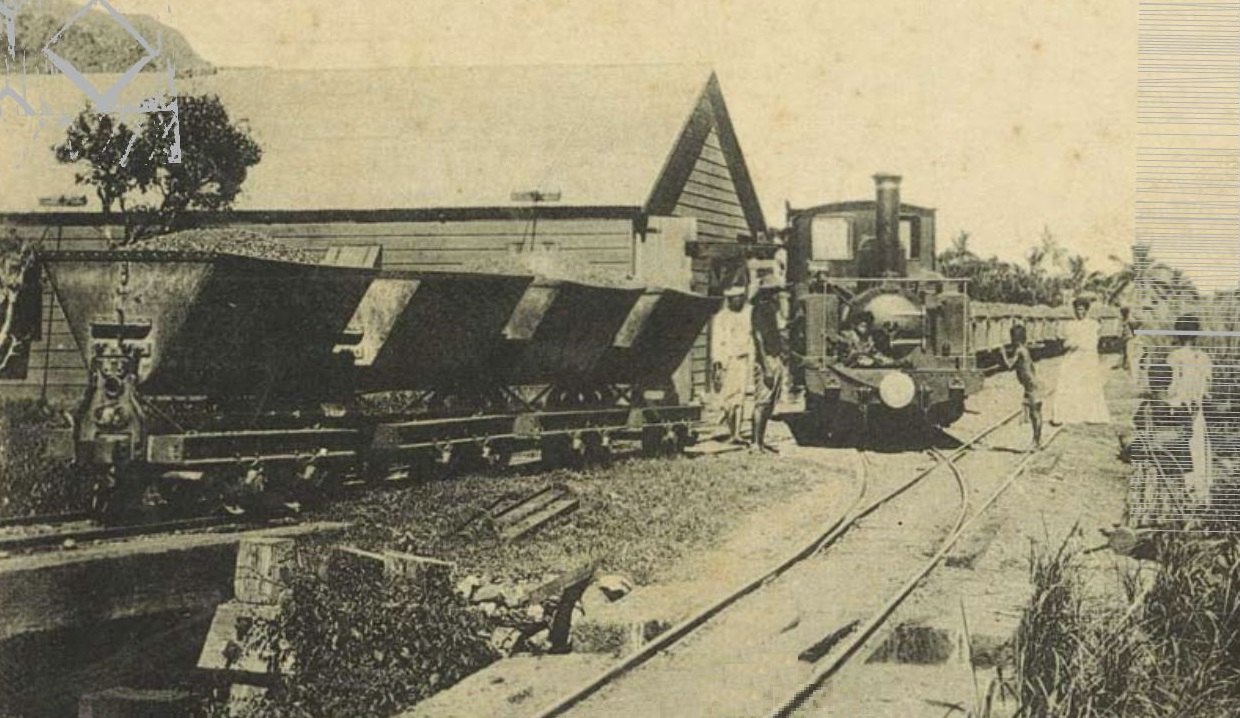
Erzproben vor dem Analyselabor in Thio-Mission